# Guamo
El guamo, wamo o guamotey és una llengua extingida de Veneçuela. Kaufman (1990) considera convincent una connexió amb les llengües chapacura-wañam.

## Varietats
Varietats que poden haver estat dialectes o idiomes molt relacionats:
- Guamo de San José - al riu Santo Domingo, Zamora
- Dazaro - parlat a Zamora al riu Guanare
- Guamontey - parlat des de la desembocadura del riu Zárate fins al riu Apure (sense atestar)
- Tayaga - parlat entre el riu Arauca i el riu Apure, a Apure (sense certificar)
- Atapaima - un cop parlat a la desembocadura del riu Guanaparo, a l'estat de Guárico, Veneçuela (sense atestar)
- Guárico - llengua principal extingida de Guárico, parlada al riu Guárico, riu Portuguesa i riu Apure (sense atestar)
- 'Guire' - parlat al curs mig del riu Tiznados, riu Orituco i riu Guaritico, estat de Guarico (sense atestar)
- 'Payme' - parlat a la desembocadura del riu Guárico (sense atestar)

## Comparació de dialectes
Loukotka (1968) llista els següents ítems bàsics de vocabulari per als dialectes guamo de Santa Rosa i San José.
| glossa | Santa Rosa | San José |
| ------ | ---------- | -------- |
| un     | tagstar    | tagstame |
| dos    | kete       | dikiampa |
| tres   | kurumktin  | kakute   |
| cap    | putí       | puté     |
| ull    | tuxua      | tuagin   |
| dent   | aufé       | ufé      |
| home   | daixu      | dauirko  |
| aigua  | kum        | kum      |
| foc    | kuxul      |          |
| sol    | tign       | matatin  |
| jaguar | dion       | dion     |
| casa   | danga      | danxa    |

## Llista de paraules de 1778
El Guama s'atesta principalment en una llista de paraules de 1778. La llista s'ha reproduït a continuació, mantenint l'ortografia original espanyola per a les formes del guama.
| castellà (original) | català (traduït) | Guama (ortografia original) |
| ------------------- | ---------------- | --------------------------- |
| Dios                | Déu              | Aipit matá                  |
| padre               | pare             | jauai                       |
| madre               | mare             | famú, jamo                  |
| hijo                | fill             | clujuapi, tufé              |
| hija                | filla            | tuapi, tua                  |
| hermano             | germà            | dipiâ, dipe                 |
| hermana             | germana          | tipi, dipe                  |
| marido              | marit            | diquimi                     |
| mujer               | dona             | diquime, ticauca            |
| doncella            | noia             | ascu murestapane            |
| mozo                | noi              | daicoraquâ, guaté           |
| niño                | nen              | chufi, choafi               |
| hombre              | home             | daiju, dauirco              |
| gente               | gent             | aucherme, caserme           |
| cabeza              | cap              | putí, puté                  |
| cara                | cara             | cutí, taquajo fin           |
| nariz               | nas              | fin                         |
| narices             | nassos           | auji fin                    |
| ojo                 | ull              | tujua, tuaguin              |
| cejas               | celles           | chafuti, ascaro tuagun      |
| pestañas            | pestanyes        | matatújua, dicho            |
| oreja               | orella           | dupen                       |
| frente              | front            | tintecuti, titicunté        |
| cabellos            | pèl              | scará, ascaro               |
| mejillas            | galtes           | faquibtari                  |
| boca                | boca             | matá                        |
| garganta            | gorja            | pichê, dischufa             |
| labios              | llavis           | dufpâ, matá                 |
| dientes             | dents            | aufê, ufé                   |
| lengua              | llengua          | dituâ                       |
| barba               | barba            | dischemata, dichimatá       |
| cuello              | coll             | dischufa                    |
| hombro              | espatlla         | matachêa, ochepe            |
| codo                | colze            | dupeju, dicho               |
| mano                | mà               | catâne                      |
| brazo               | braç             | chê, ochepe                 |
| dedos               | dits             | diji, dujum                 |
| uñas                | ungles           | casquiri, cascurum          |
| pecho               | pit              | cupa                        |
| vientre             | ventre           | dueju, cataju               |
| espalda             | esquena          | matatiputi, gi              |
| pie                 | peu              | catafa                      |
| rodilla             | genoll           | aquapec                     |
| corazón             | cor              | afquinantafa, tife          |
| estómago            | estòmac          | catafu                      |
| sangre              | sang             | jue, ducú                   |
| leche               | llet             | temontepaca, terau          |
| piel                | pell             | dacaju, cauté               |
| carne               | carn             | testu                       |
| hueso               | os               | ditancu                     |
| oído                | orella           | quiepen, dupen              |
| vista               | vista            | jateique, paiquac           |
| ver                 | veure            | jasii, dicho                |
| gusto               | gust             | muquati, guacatá            |
| olfato              | olfacte          | suquagtiri, astiri          |
| oler                | olorar           | astiri, dicho               |
| tacto               | tacte            | shape                       |
| voz                 | veu              | cadse, chefé                |
| hablar              | parlar           | texê                        |
| palabra             | paraula          | cuscaisi, mitejé            |
| nombrar             | anomenar         | suquampeiste                |
| gritar              | cridar           | ducare, guacare             |
| grito               | crit             | guacare                     |
| ruido               | soroll           | esquiêjua, esquianju        |
| aullido             | udol             | aitê, aucatacut             |
| llorar              | plorar           | ducatit, aitê               |
| reír                | riure            | michista, mutista           |
| cantar              | cantar           | chejê, tefé                 |